# Klubi Sportiv Tërbuni Pukë 2015-2016

## Stagione
La loro prima stagione nella massima serie del calcio albanese, è da dimenticare, non vanno oltre l'ultima posizione in classifica andando immediatamente verso una retrocessione davvero molto deludente (18 punti in 36 partite, solo 4 vittorie, 6 pareggi, 26 sconfitte e una differenza reti umiliante, -59), l'unica partita degna di nota rimarrà la vittoria per 3-2 contro i campioni del Skënderbeu nello Stadio Skënderbeu di Coriza.

## Rosa
| N. |                      | Ruolo | Calciatore                   |
| -- | -------------------- | ----- | ---------------------------- |
| 1  | Albania (bandiera)   | P     | Eglant Haxho                 |
| 2  | Albania (bandiera)   | D     | Flavio Prendi                |
| 3  | Albania (bandiera)   | D     | Klaudio Çema                 |
| 4  | Serbia (bandiera)    | D     | Aleksandar Tasić             |
| 5  | Albania (bandiera)   | D     | Dritmir Beçi                 |
| 6  | Albania (bandiera)   | C     | Alush Gavazaj                |
| 7  | Albania (bandiera)   | C     | Herald Marku                 |
| 8  | Albania (bandiera)   | C     | Gerald Tushe (vice-capitano) |
| 9  | Albania (bandiera)   | C     | Artan Karapiçi (capitano)    |
| 11 | Brasile (bandiera)   | A     | Wilker                       |
| 12 | Albania (bandiera)   | P     | Klajdi Kuka                  |
| 13 | Albania (bandiera)   | D     | Sadush Danaj                 |
| 14 | Argentina (bandiera) | C     | Martín Dedyn                 |
| 15 | Albania (bandiera)   | D     | Ervin Rexha                  |

| N. |                       | Ruolo | Calciatore        |
| -- | --------------------- | ----- | ----------------- |
| 16 | Albania (bandiera)    | D     | Liridon Mjekaj    |
| 17 | Albania (bandiera)    | A     | David Kaçaj       |
| 18 | Albania (bandiera)    | A     | Taulant Marku     |
| 20 | Croazia (bandiera)    | A     | Ivan Jovanović    |
| 21 | Albania (bandiera)    | D     | Abdurraman Fangaj |
| 22 | Albania (bandiera)    | D     | Andi Selimaj      |
| 33 | Montenegro (bandiera) | D     | Adrijan Rudović   |
| 71 | Albania (bandiera)    | P     | Pellumb Merdanaj  |
| 99 | Albania (bandiera)    | C     | Abaz Karakaçi     |
| -  | Albania (bandiera)    | D     | Vilson Lila       |
| -  | Albania (bandiera)    | D     | Klodian Sulollari |
| -  | Albania (bandiera)    | C     | Andrea Kule       |
| -  | Albania (bandiera)    | C     | Ergi Borshi       |
| -  | Albania (bandiera)    | A     | Endri Lala        |